# Turija (Lukavac)
Pour les articles homonymes, voir Turija.
Turija (en cyrillique : Турија) est un village de Bosnie-Herzégovine. Il est situé dans la municipalité de Lukavac, dans le canton de Tuzla et dans la fédération de Bosnie-et-Herzégovine. Selon les premiers résultats du recensement bosnien de 2013, il compte 635 habitants.

## Démographie

### Évolution historique de la population
| 1948 | 1953 | 1961 | 1971  | 1981 | 1991 | 2013 |
| ---- | ---- | ---- | ----- | ---- | ---- | ---- |
| -    | -    | 993  | 1 071 | 919  | 898  | 635  |

|  |

### Communauté locale
En 1991, la communauté locale de Turija comptait 2 035 habitants, répartis de la manière suivante :